# Église Saint-Pierre et Saint-Paul de Creuë
Pour les articles homonymes, voir Église Saint-Pierre-et-Saint-Paul.
L’église Saint-Pierre et Saint-Paul de Creuë est une église située dans l'ancienne commune de Creuë dans la Meuse, en région Grand Est.

## Histoire
L’église Saint-Pierre et Saint-Paul de Creuë est une église halle dont la construction a débuté au XIIe pour finir au XIXe siècle.
L'édifice religieux est à l'origine une chapelle castrale du XIIe siècle dont le plus visible des vestiges est la tour romane.
Au début du XVe siècle, on aménagea les combles en refuge de la chapelle romane afin d'accueillir les habitants lors de périodes troubles. Une tourelle d'escalier en colimaçon fut construite à cette époque pour accéder à ce nouvel étage fortifié. Bretèche et meurtrières sont encore visibles.
À la fin du XVe siècle, la chapelle trop petite pour le culte fut détruite en grande partie, sauf le mur sud qui fut fortement modifié et le clocher. L'édification de l'église halle actuelle fut terminée au tout début du XVIe siècle dans le style gothique flamboyant.
Dans les premières années du XVIIe siècle des barreaux ont été ajoutés pour les baies gothiques. 
Un agrandissement d'une travée fut entrepris en 1862 tout comme un étage du clocher en 1865.
Elle a été inscrite aux monuments historiques le 28 juin 1994.

## Description
Les dimensions extérieures sont de 30,5 mètres pour sa longueur et 18,5 mètres de largeur. 
Le clocher jusqu'au troisième niveau est roman  du XIIe siècle. En 1865 la tour a été surmontée d'une dernière élévation néogothique. 
Lors de la Première Guerre mondiale l'église a été endommagée, elle fut entre autres restaurée par Duilio Donzelli en 1928.

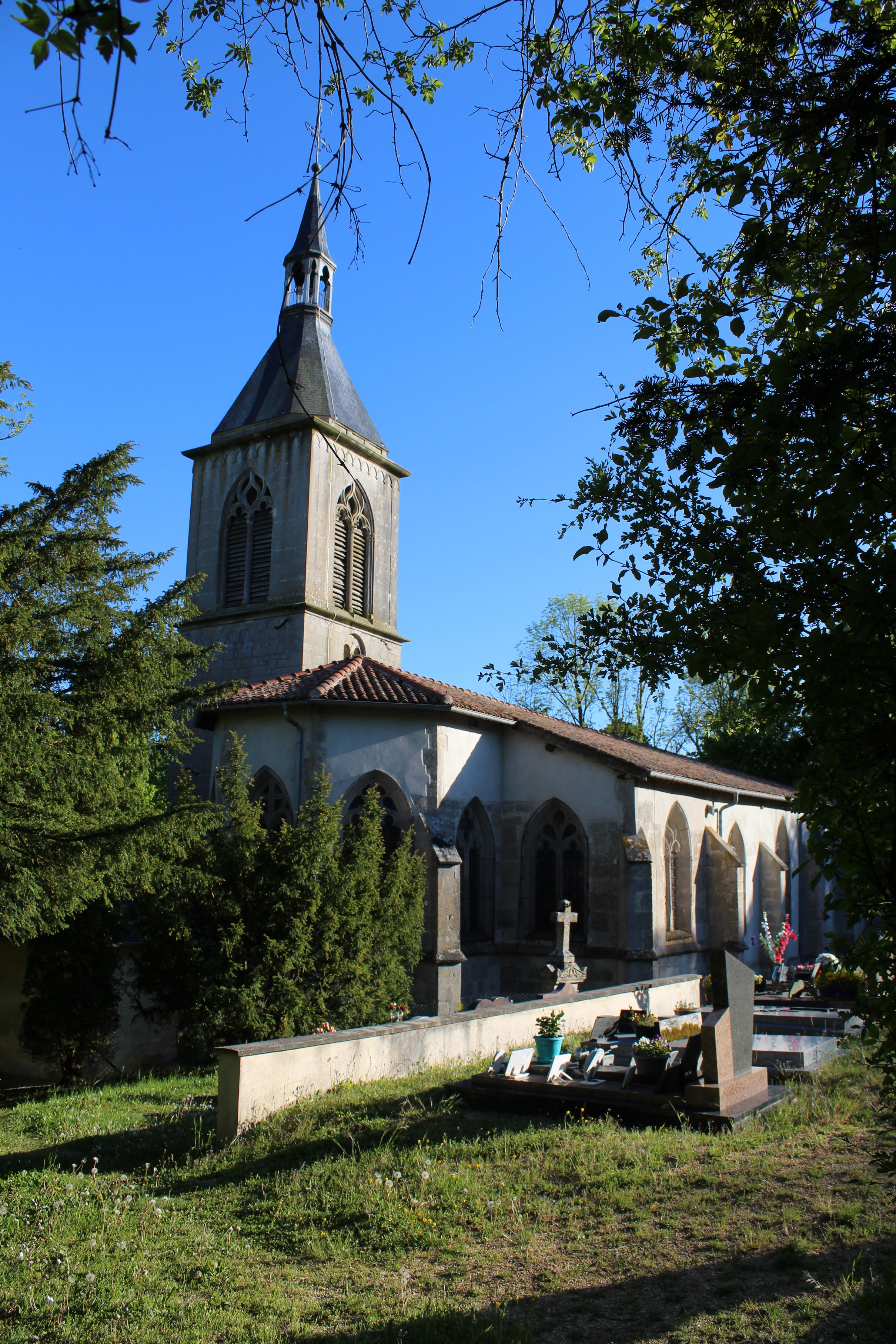
Chevet
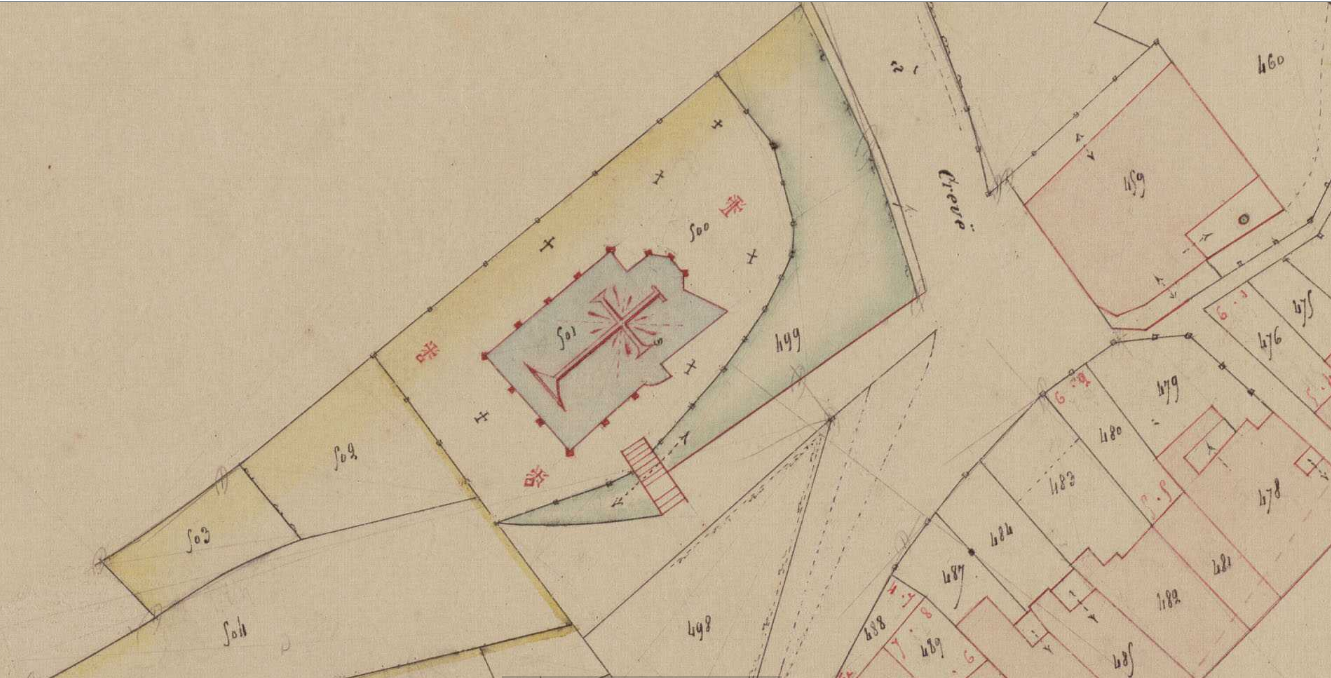
Plan cadastral de l'église en 1851 avant son agrandissement en 1862

### Clocher

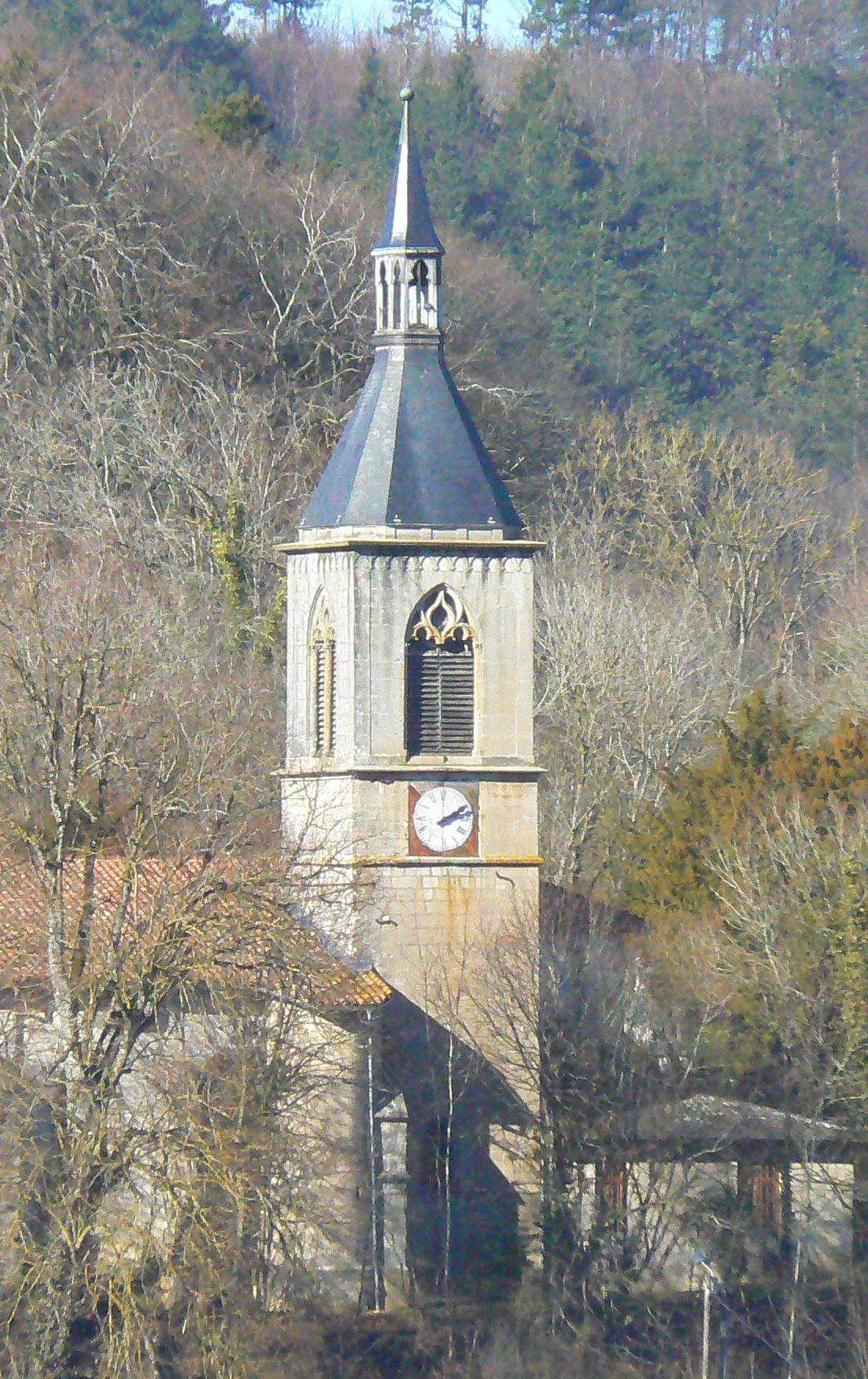
Clocher

Le clocher est une élévation d'environ 30 mètres de hauteur sur une base carrée de 5 mètres comportant quatre niveaux, les trois premiers niveaux sont d'origine romane  du XIIe siècle et le quatrième néogothique avec son clocheton du XIXe siècle
- Le premier niveau est une chapelle intégrée dans la nef halle, sa voûte en croisée d'ogives torique sans clef et ses ouvertures en plein cintre révèlent l'origine primitive du bâtiment.
- Au deuxième niveau des départs en maçonnerie dessinent encore l'ancienne croisée d'ogives aujourd'hui détruite. Dans cette salle on y trouve une petite ouverture côté Est montrant une utilité défensive et quatre meurtrières à chaque angle de la tour.
- Le troisième niveau comporte quatre baies géminées avec colonne en tau. Une est encore ouverte vers le cimetière, deux sont comblées et la dernière face au village sert pour le cadran de l'horloge. Une petite canonnière et trois meurtrières certainement d'origine médiévale sont visibles à chaque angle de cette pièce.
- Le quatrième niveau construit en 1865 abrite les trois cloches et son beffroi.

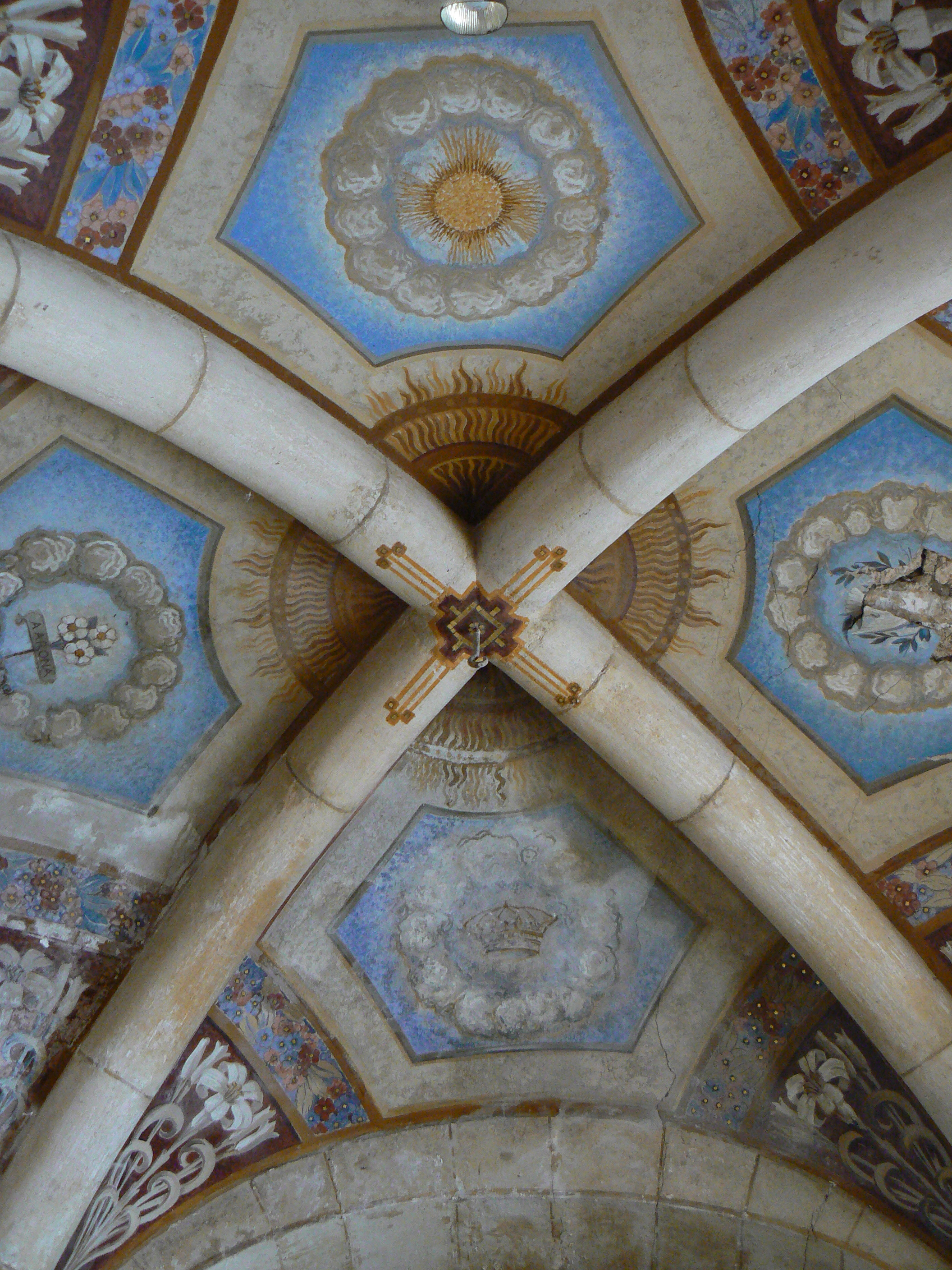
Croisée d'ogive torique
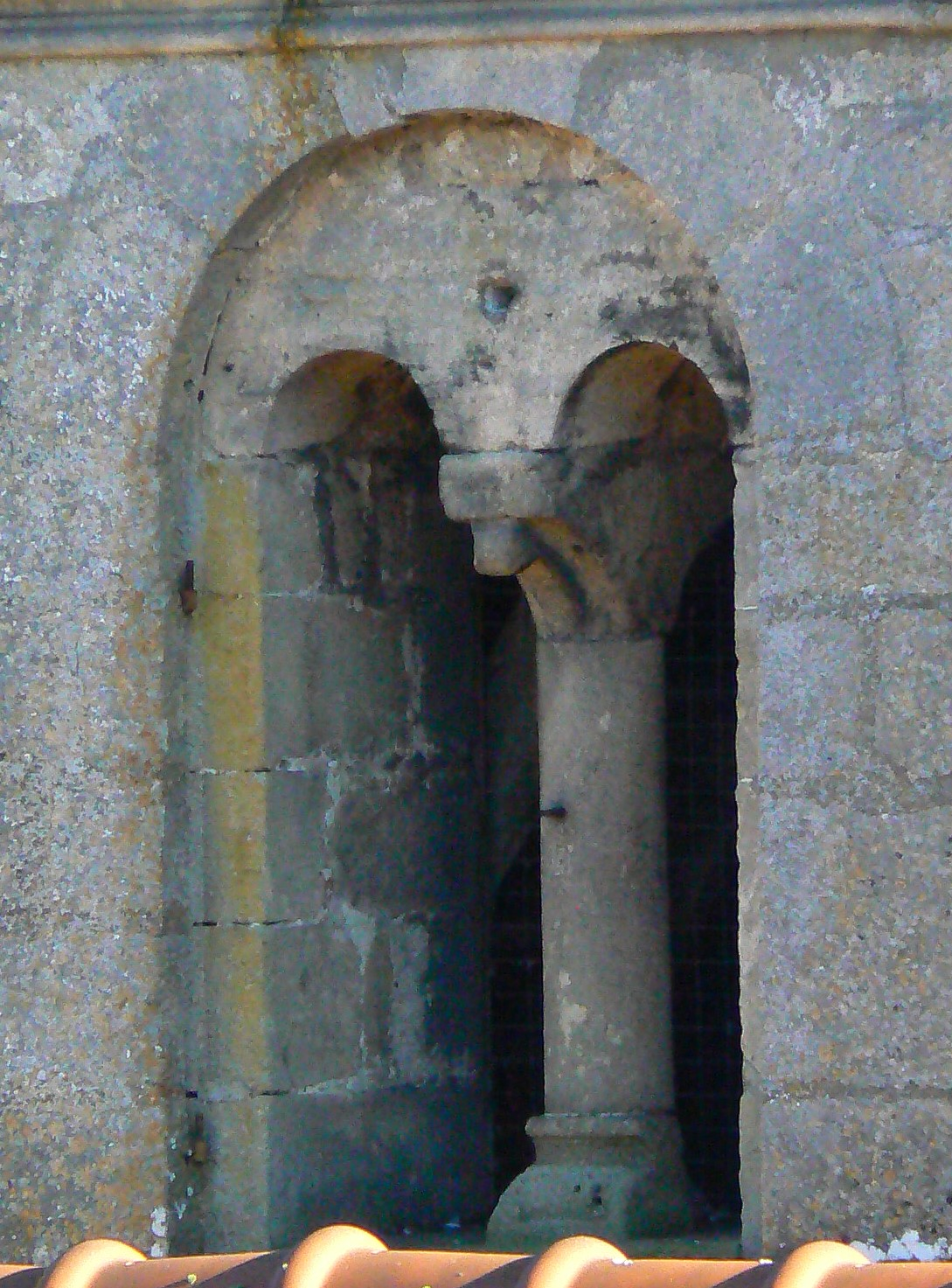
Baie géminée

### Les cloches
Trois nouvelles cloches sont montées sur le beffroi depuis 1924 car les précédentes ont été enlevées pendant la Première Guerre mondiale par les allemands.
Miss Mary Strong-Shattuck de la cité de New York fut la donatrice et marraine pour la rétablissement des cloches de Creuë.
La grosse d'un poids de 1000 kg Marie donne le Mi, la moyenne d'un poids de 700 kg Sainte Jeanne d'Arc donne le Fa et la petite d'un poids de 500 kg Sainte Thérèse donne le sol. Tous les soirs des marteaux électriques pour cloches fixes jouent la mélodie au clair de la lune.

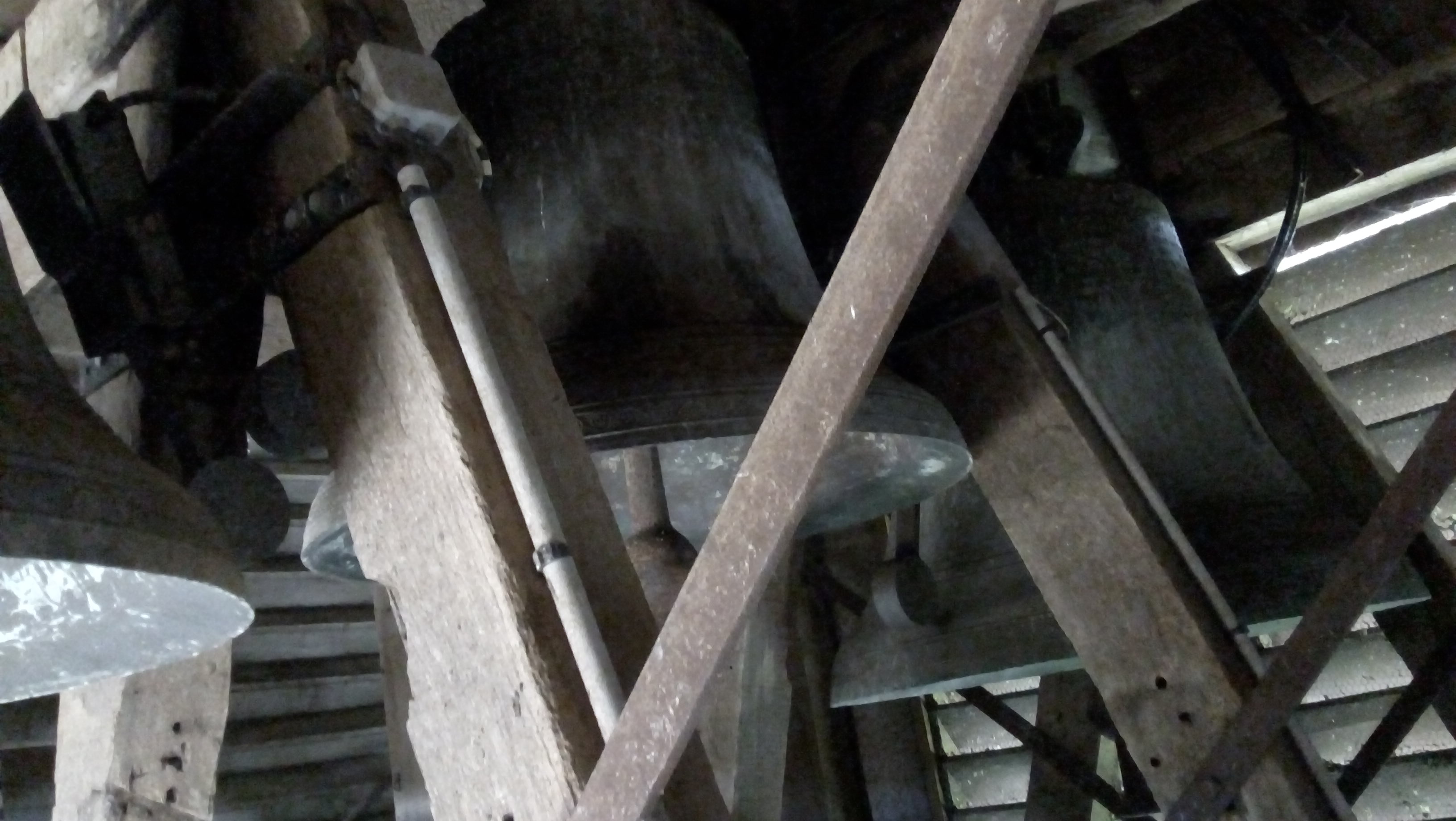

### Nef halle
L'intérieur de la nef halle est d'un plan rectangulaire d'une dimension de 22 × 14 mètres. C'est une halle échelonnée avec une hauteur maximum de 8,10 mètres pour la nef, comportant deux collatéraux inégaux. Quatre travées et un chœur ont été construits à partir de la fin du XVe jusqu'au dernier quart du XVIe siècle. Une cinquième travée dans la même unité de style fut construite en 1862 pour son agrandissement.

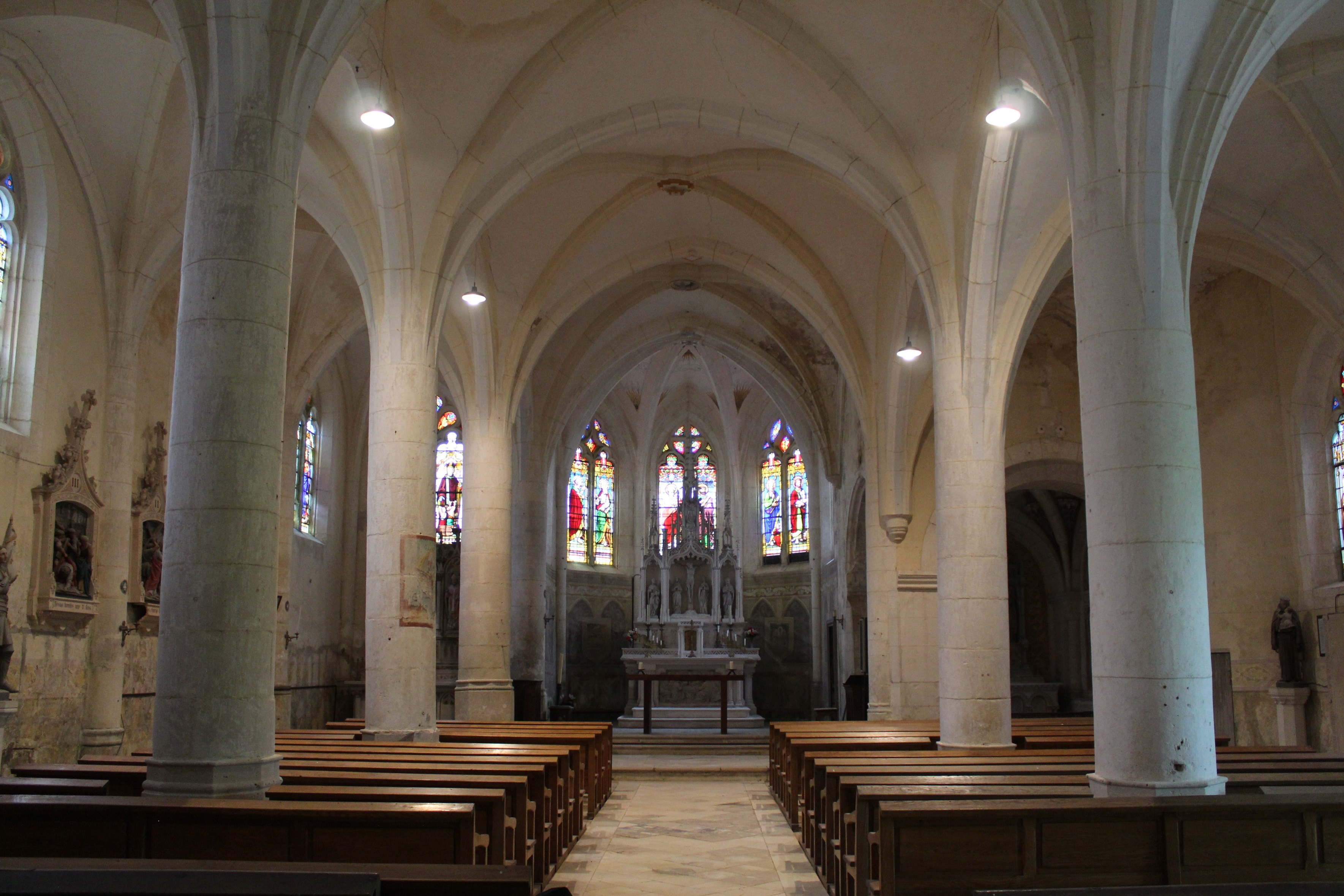
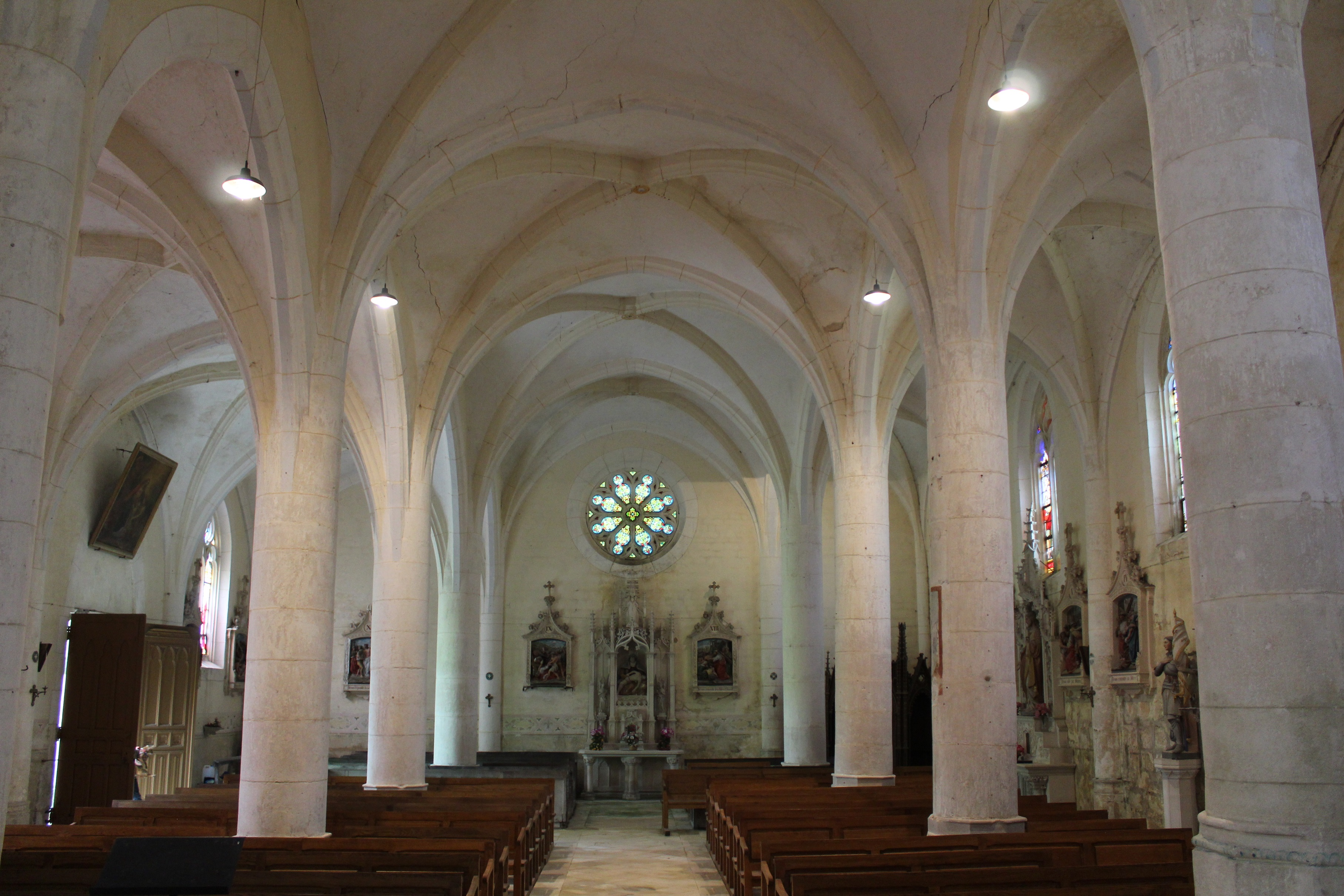
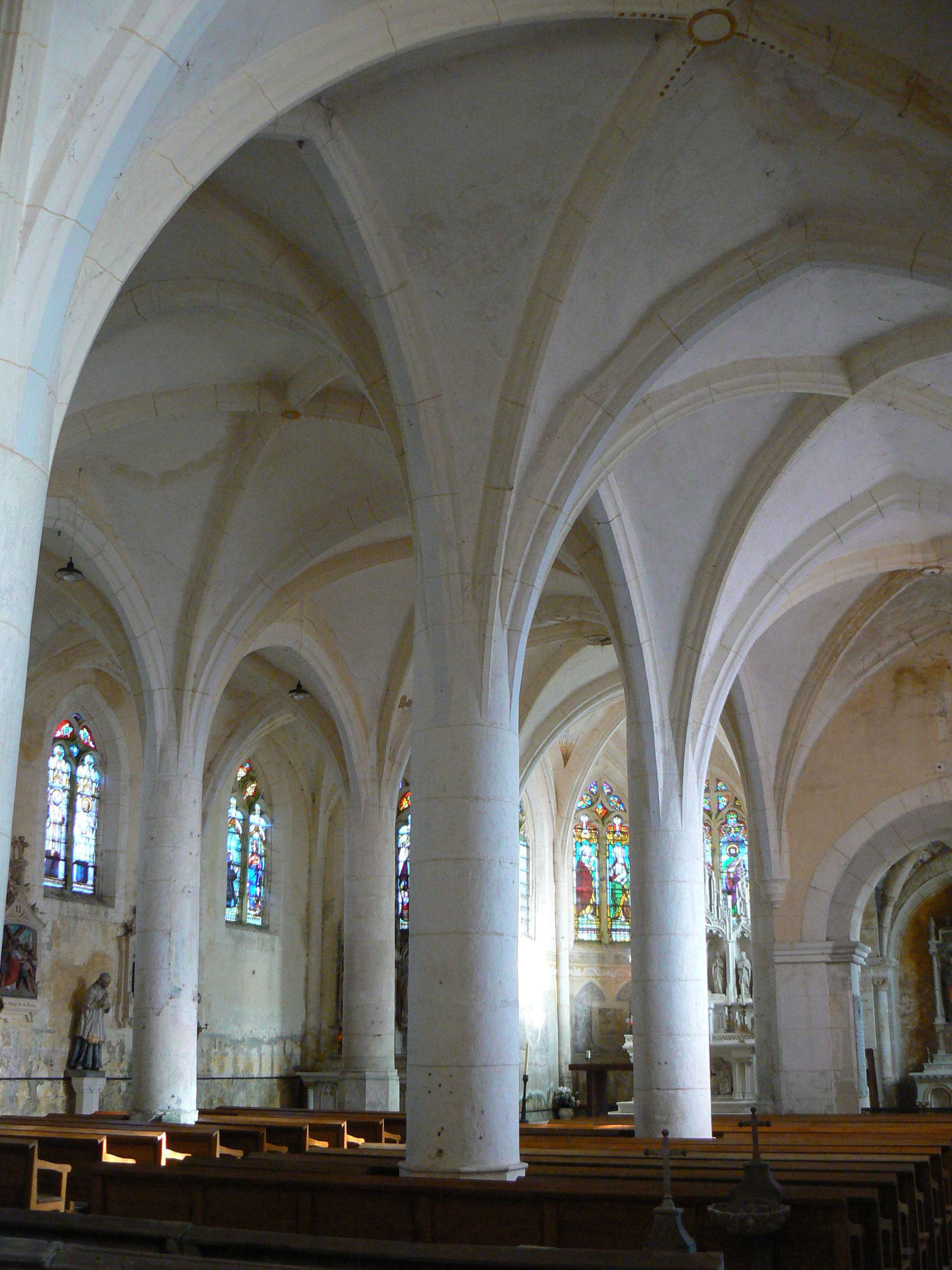

### Éléments fortifiés

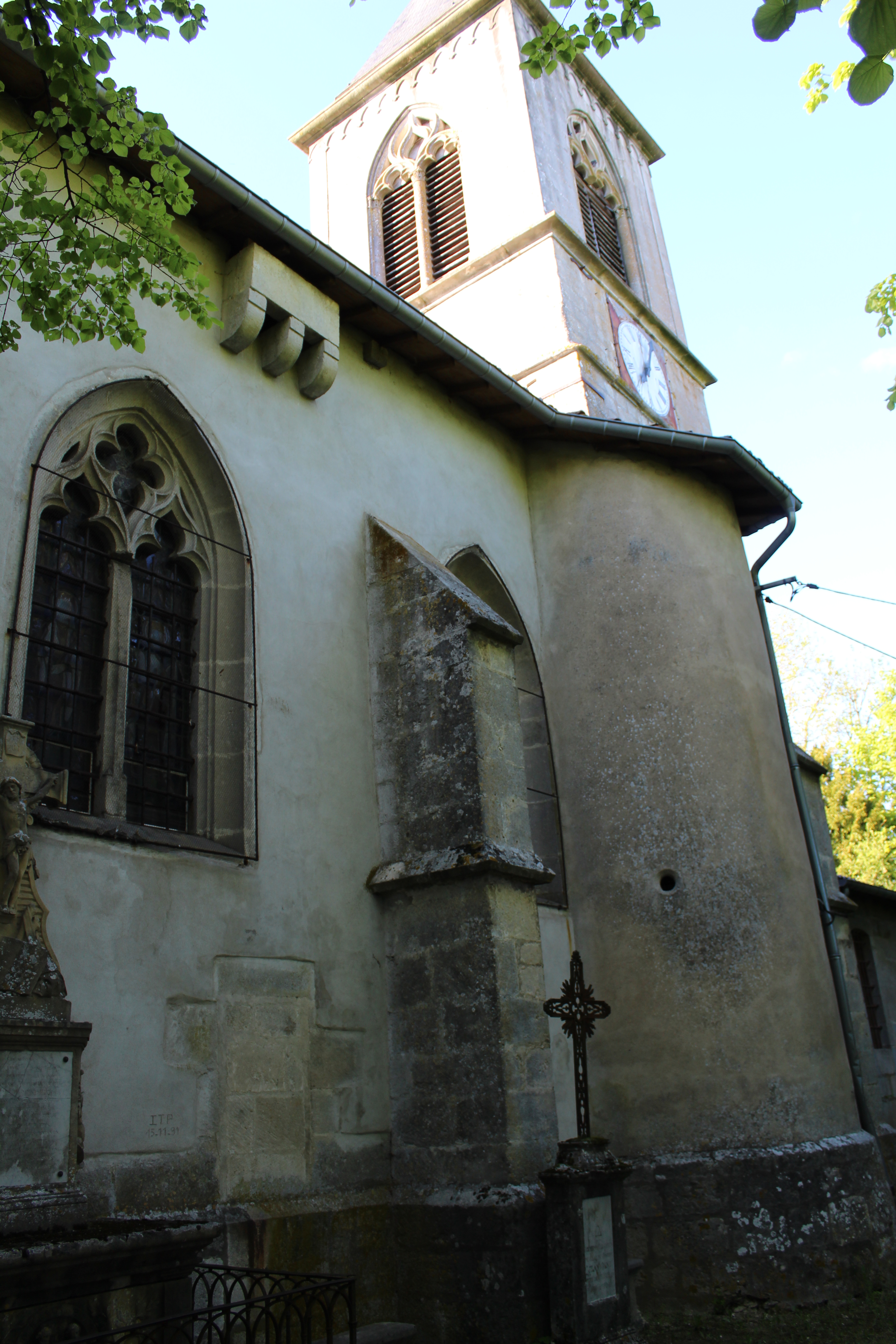
Vue de la bretèche et de l'escalier fortifié.

L'église de Creuë fut fortifiée une première fois au début du XVe siècle dans le but d'aménager un comble refuge afin d'héberger les habitants pendant les périodes troubles. Sa superficie était beaucoup plus petite que la nef halle actuelle car elle fut construite au-dessus de l'ancienne construction romane. 
Une bretèche du XVe siècle, vestige du comble refuge est visible au-dessus de l'ancienne porte latérale sud. 
À droite de celle-ci s'élève un escalier gothique où l'on observe deux canonnières et une meurtrière. Tournant dans le sens d'une aiguille d'une montre cela ajoute un usage défensif. Cette tour d'escalier dessert le premier étage de la tour romane, celle-ci donnait accès à l'ancien comble refuge du XVe siècle aujourd'hui disparu. L'entrée de cet étage aujourd'hui maçonnée avec les voutes est toujours visible sous la charpente actuelle de l'église.
Lors de la construction de la nef halle les organes défensifs du comble refuge côté sud furent tronqués, ainsi une canonnière fut réemployée comme élément de maçonnerie sur un contrefort nord.
Le premier étage du clocher roman comporte quatre meurtrières à chaque angle de la tour plus une fenêtre de tir côté Est. 
Une canonnières et trois meurtrières d'origine médiévale sont visibles dans la partie la plus haute de la tour romane. 
À partir du XVIIe siècle de puissants barreaux ont été montés sur toutes les baies gothiques.

### Base de colonne figurative

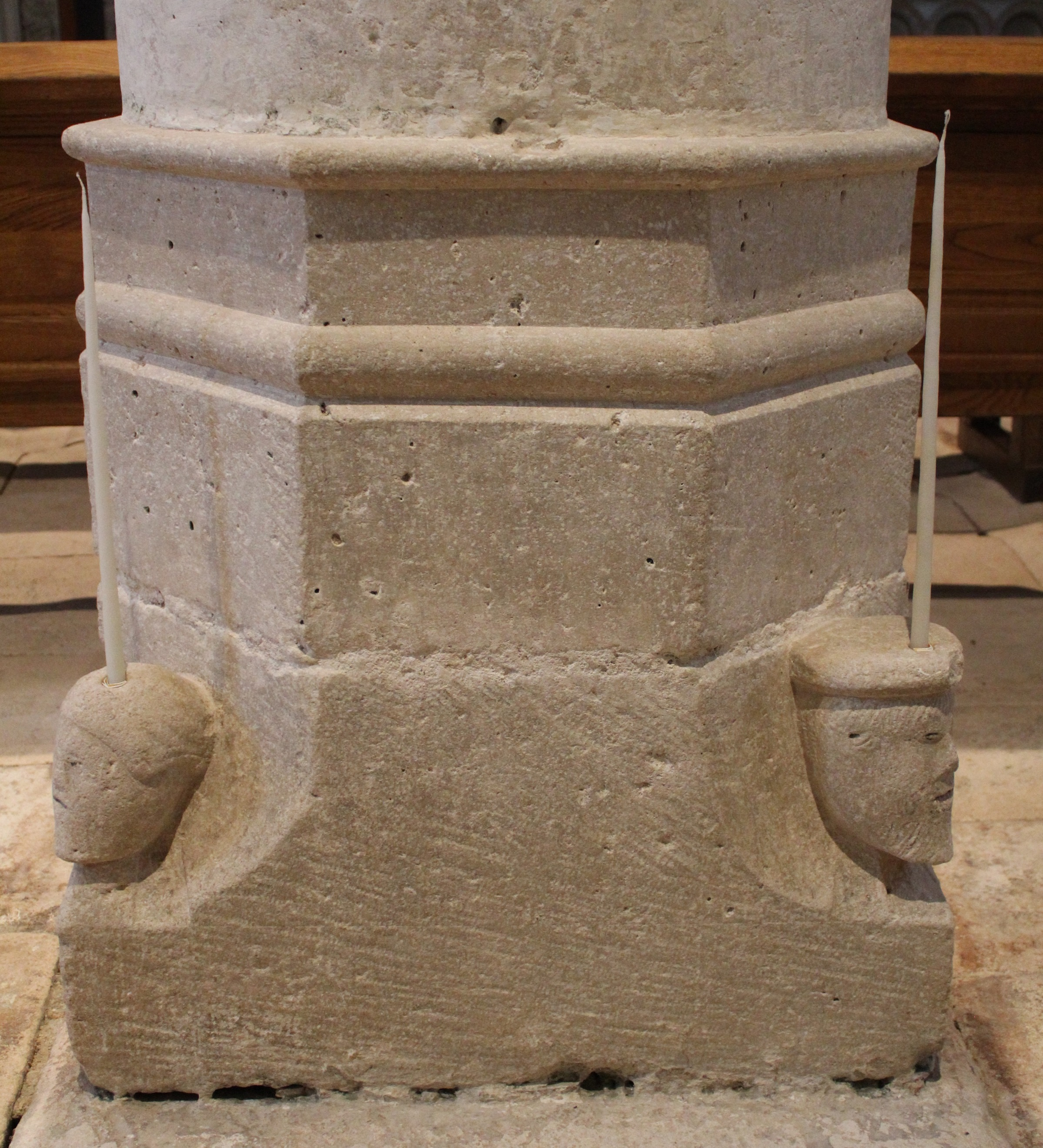
Base de la colonne

La base de colonne comporte deux têtes sculptées de la fin du XVe siècle.
Situés sur le deuxième pilier du bas-côté sud, un homme et une femme d'une hauteur de 20 cm environ sont représentés chacun sur un angle d'une base de colonne. On remarque que l'homme porte un couvre-chef et montre ses dents. Quant à la femme plus sobre sa tête est nue les cheveux en arrière. Tous deux ont des traces de polychromie noire et rouge visibles essentiellement sur l'homme. Yeux, bouches, sourcils, barbe et moustache sont dessinés.
La particularité de ces sculptures est le percement d'un trou identique de 2 cm de diamètre sur 3,5 de profondeur au-dessus de leur crâne. Ceux-ci comportent une usure marquée (pierre polie) qui trahit un usage. De nombreuses interrogations se posent sur leur origine. Curieusement les cierges tiennent facilement dans ces trous d'où l'idée de porte-cierge.  
Le positionnement de cette base de colonne est devant l'ancien portail de l'église où l'on remarque un passage important à cette époque (usure des dallages).

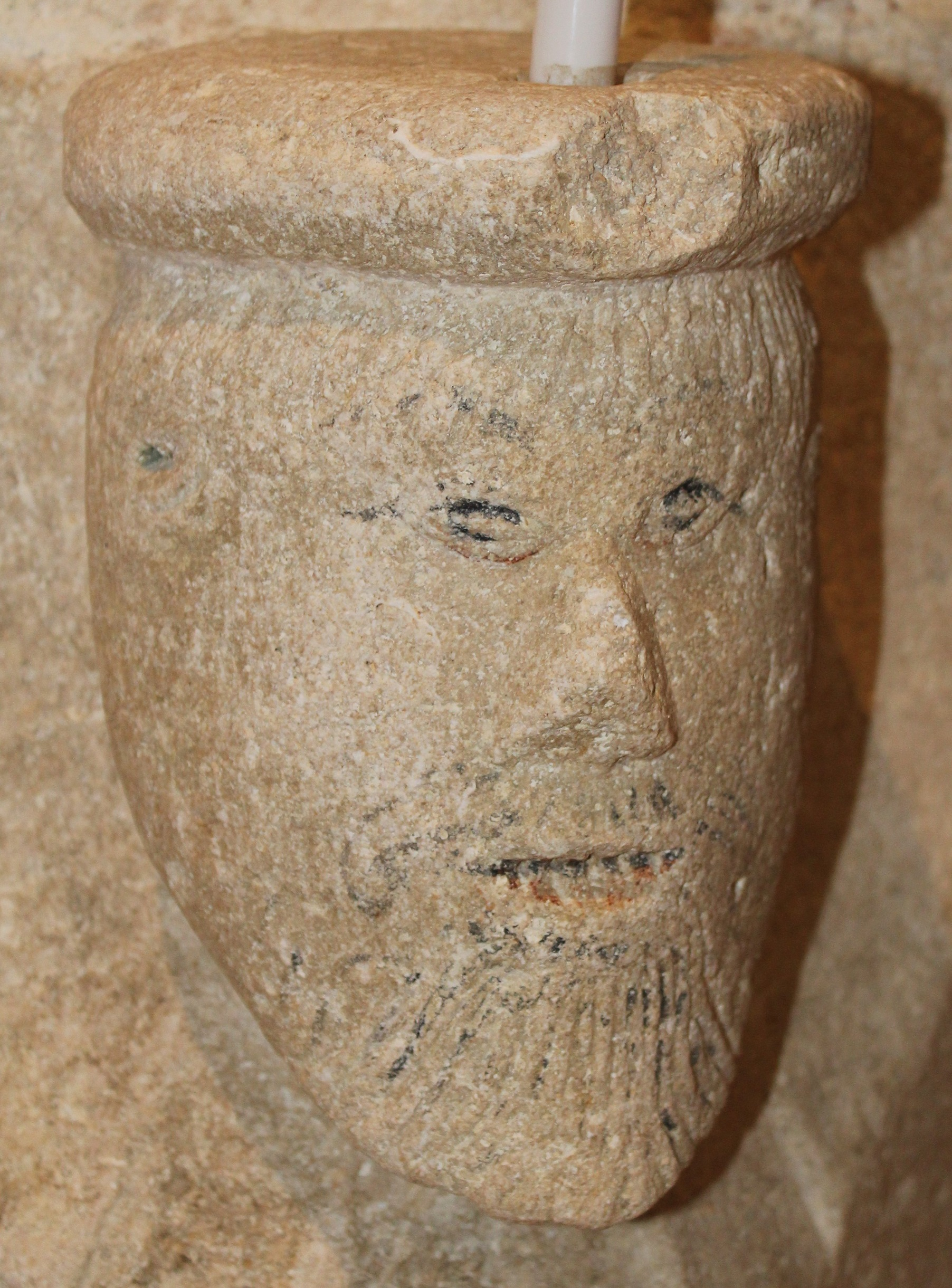
polychromie
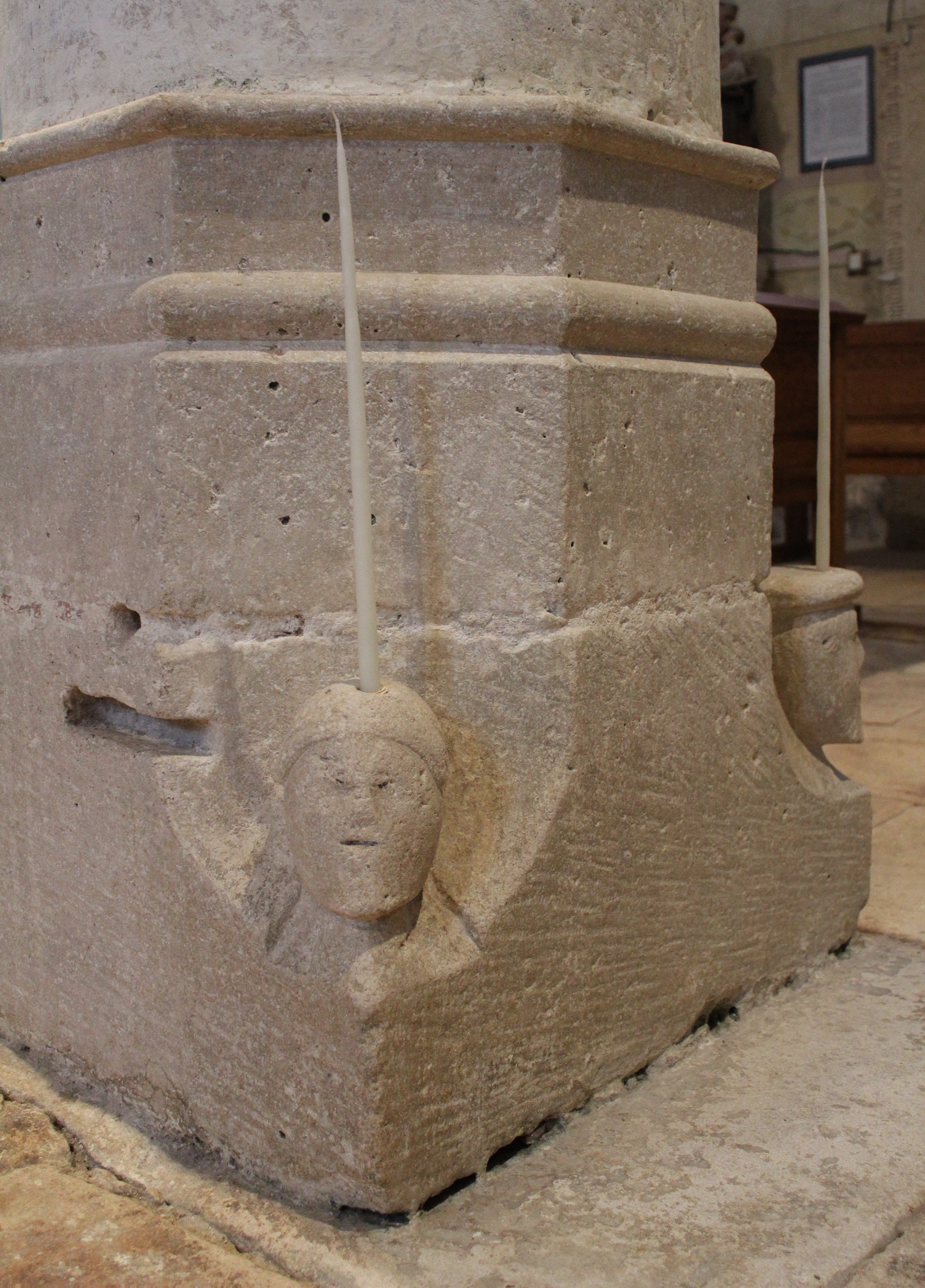
Vue de gauche
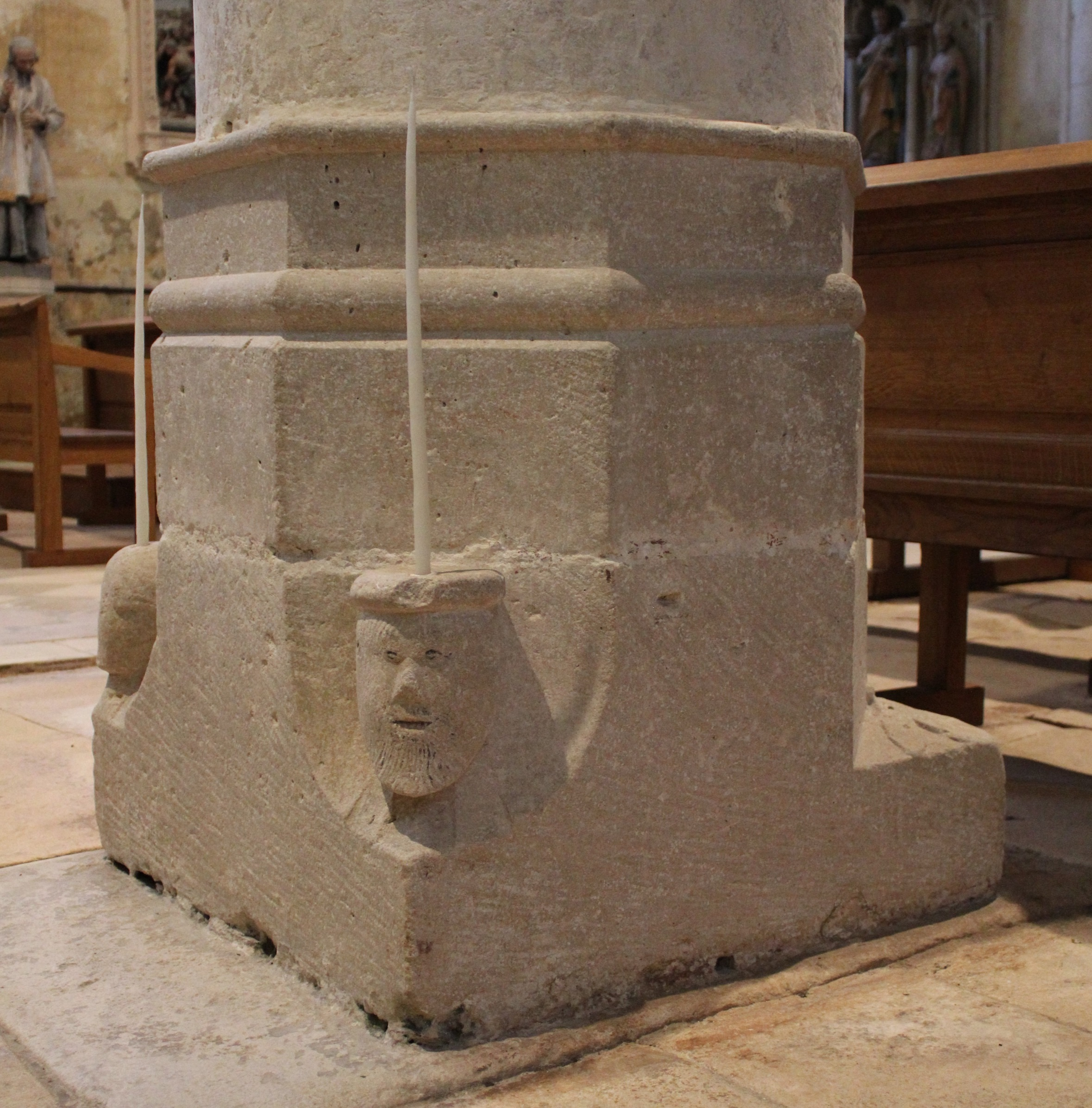
Vue de droite

### Peinture murale et tableau

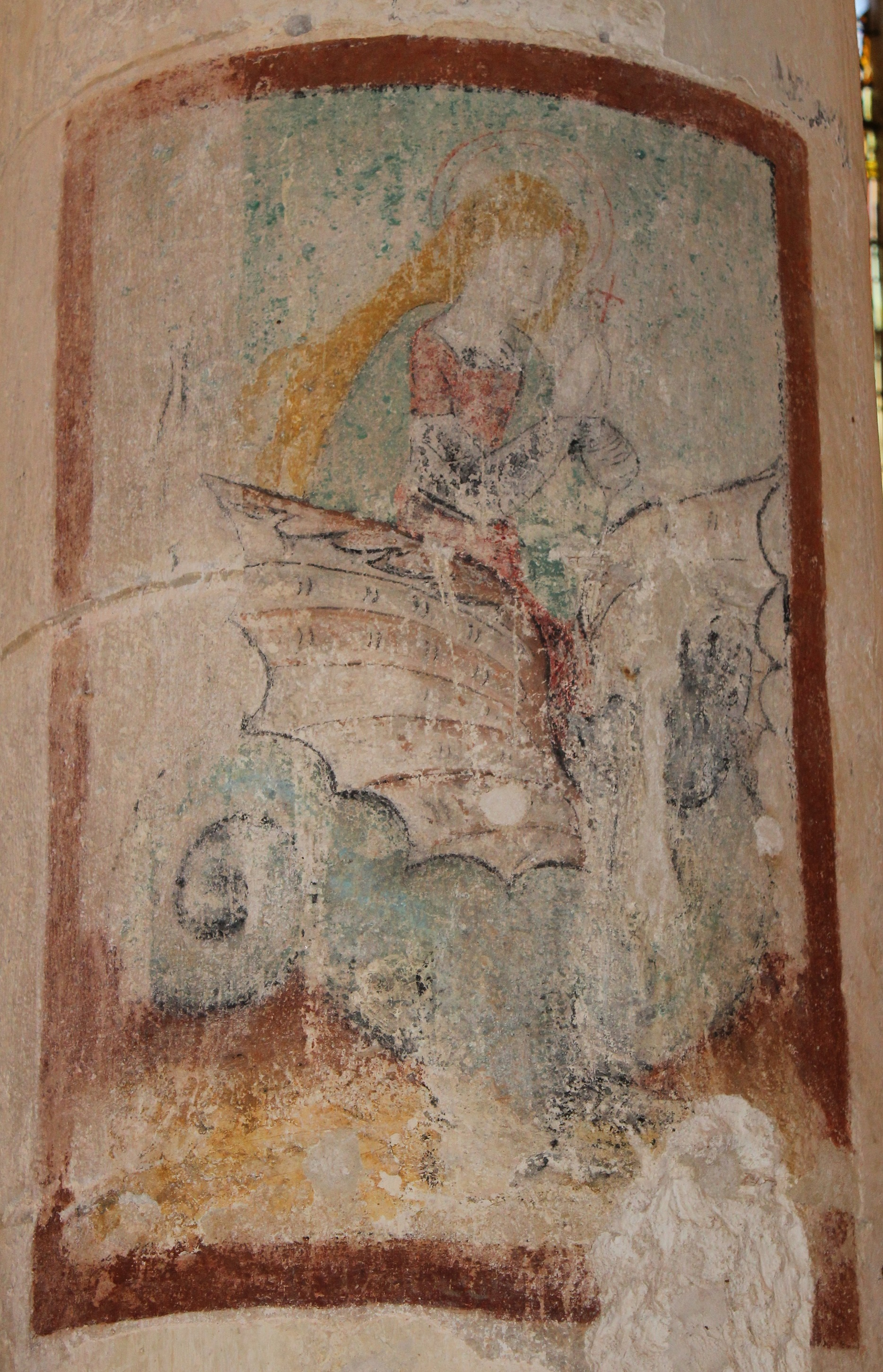
St Marguerite

Une peinture murale de Sainte Marguerite d'Antioche peinte au début du XVIe siècle se situe sur le deuxième pilier du bas-côté nord. 1513 est la date évoquée pour sa réalisation.
Le tableau au-dessus du nouveau portail est une œuvre classique (date indéterminée).

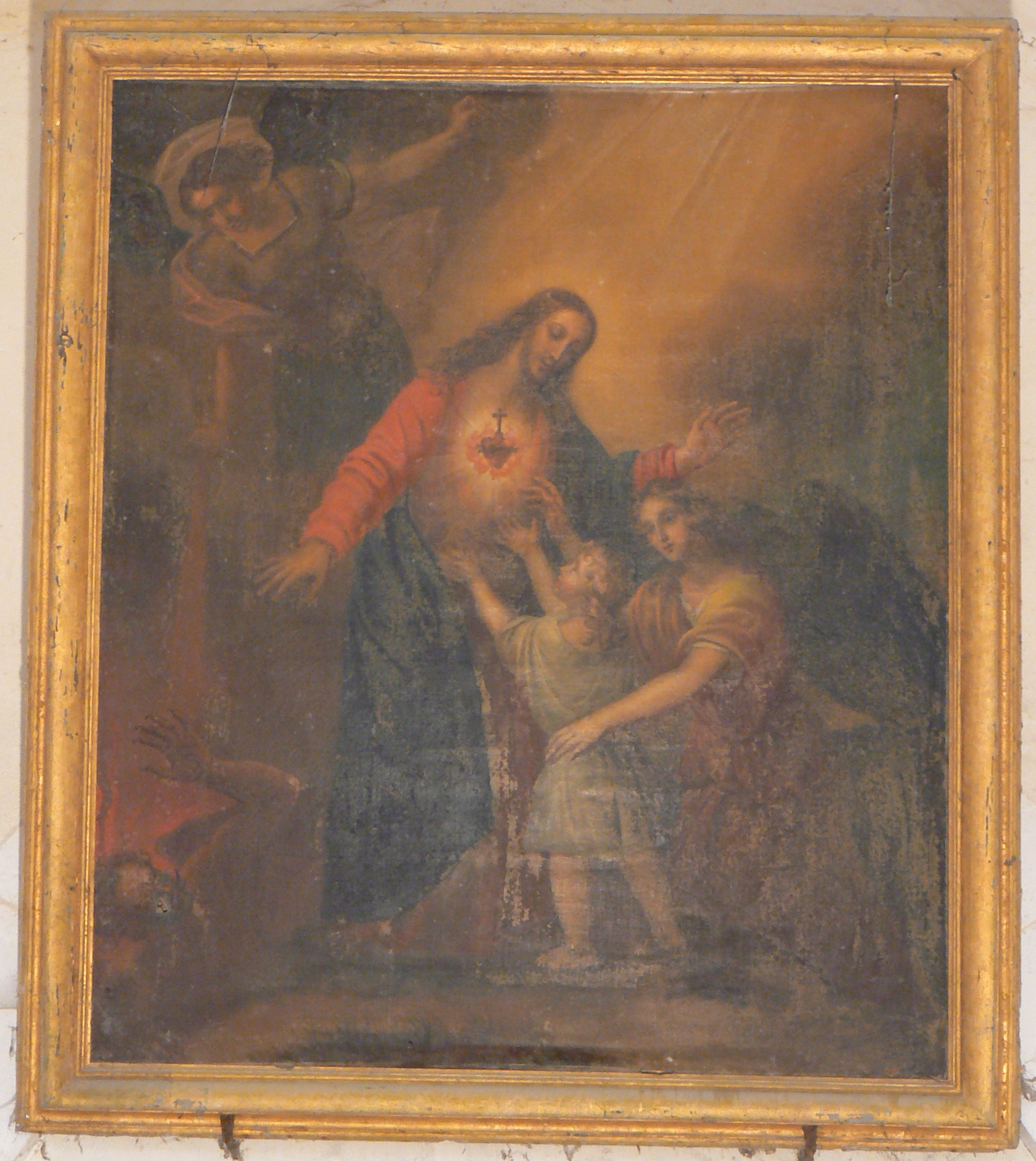

### Fresques de Duilio Donzelli

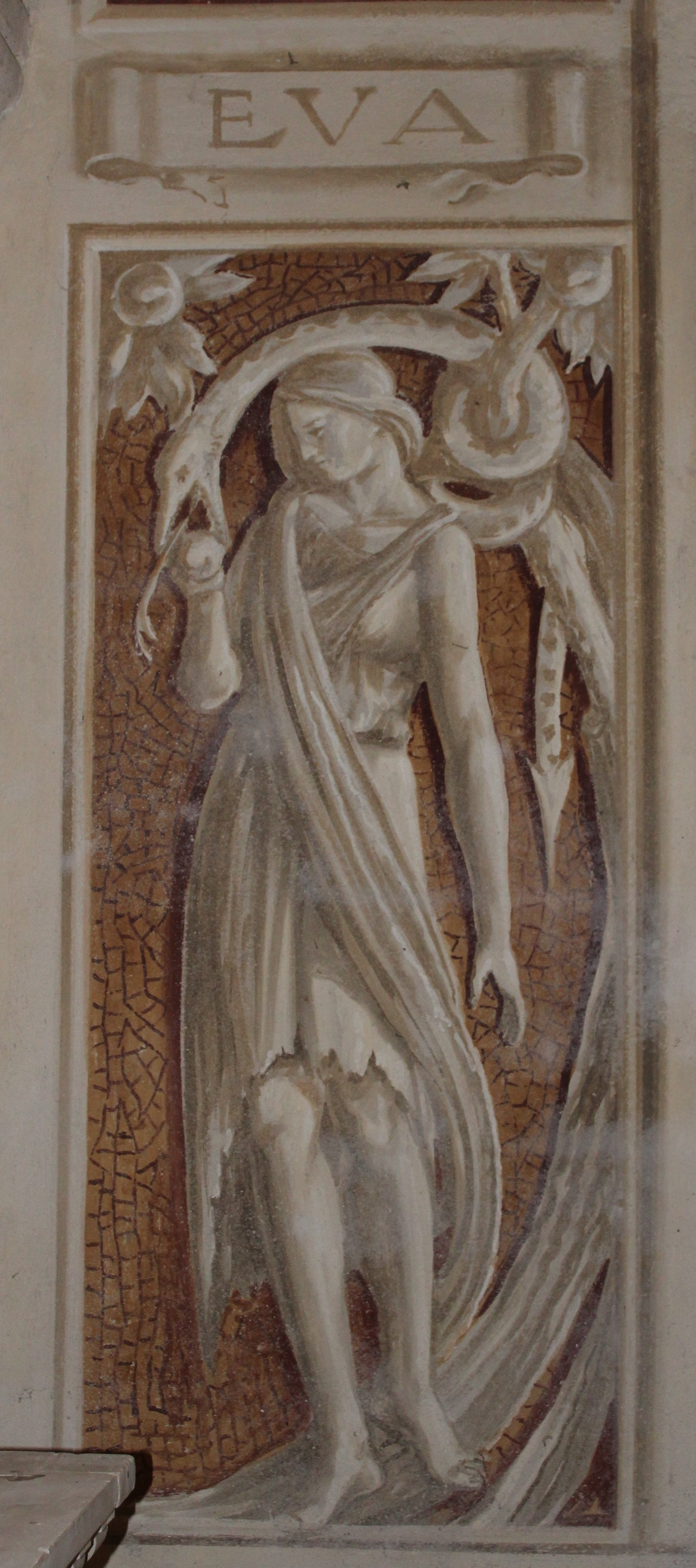
Ève

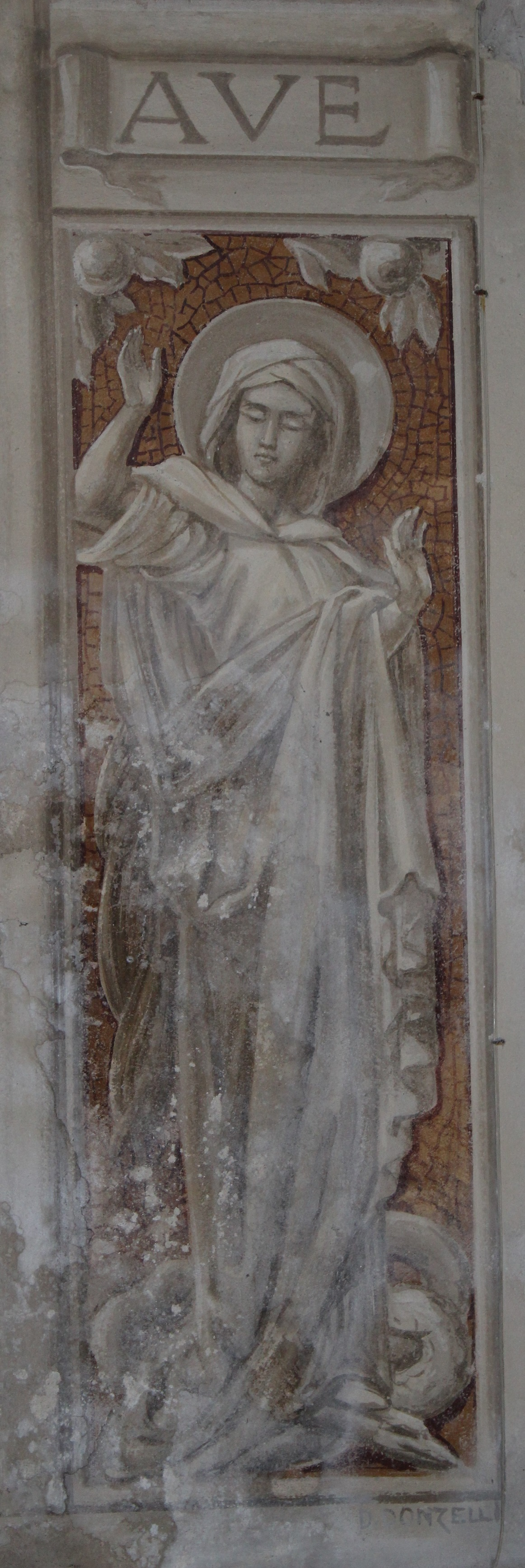
Marie

Après la première guerre mondiale, en 1928 un artiste italien Duilio Donzelli orna la chapelle romane et le chœur de fresques ainsi que la nef par une frise.
La chapelle romane comprend des représentations en grisaille d'Ève et de Marie, dont la croisée d'ogive est peinte avec des motifs floraux comme des fleurs de lys.
Tout le chœur est décoré par divers symboles religieux, ainsi que sa voûte par l'astre solaire entouré par la voie lactée.

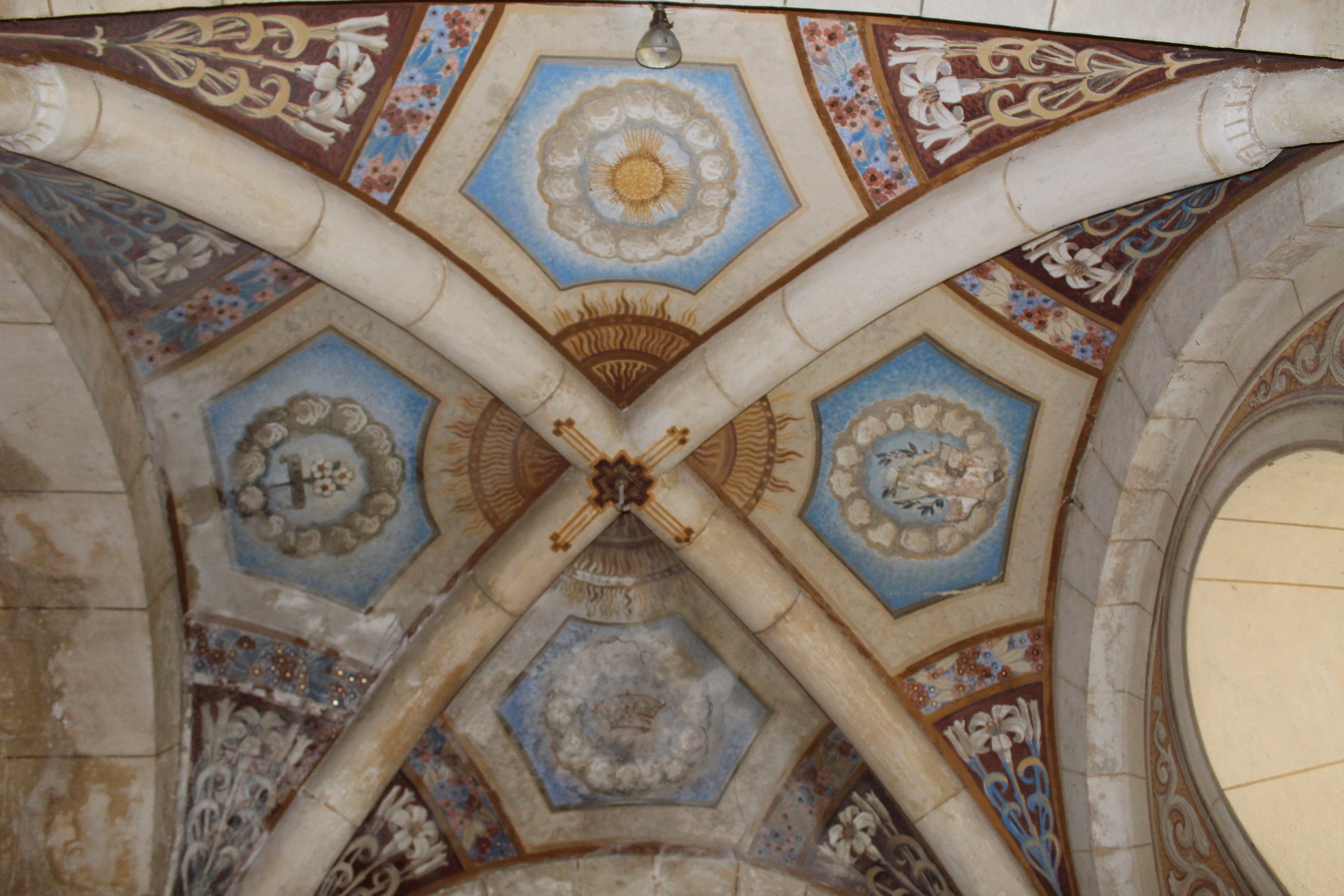
Motifs floraux
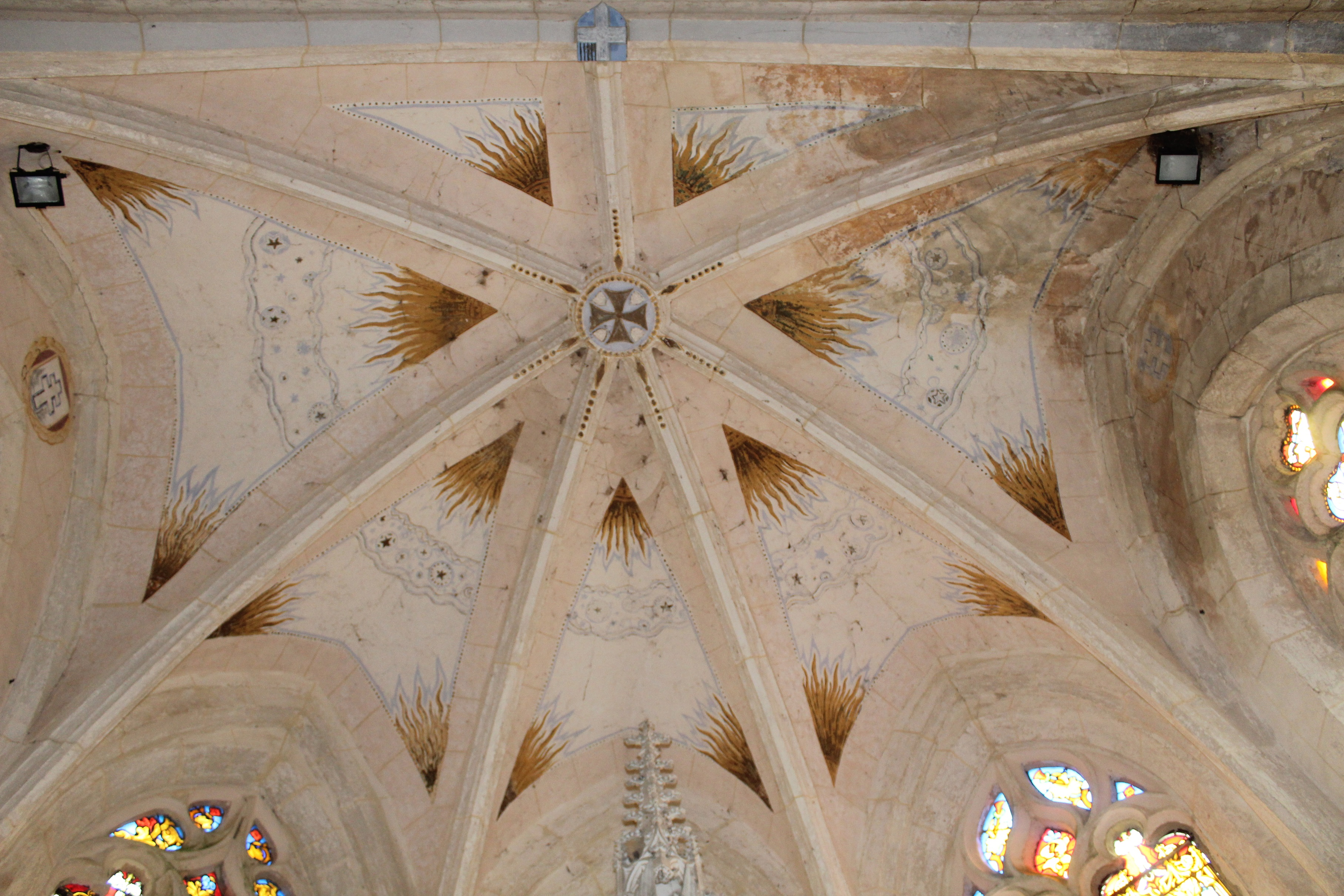
Soleil et voie lactée

### Dalle funéraire de Régnier de Creuë
CREUE TOMBEAU DU CHEVALIER REGNIER

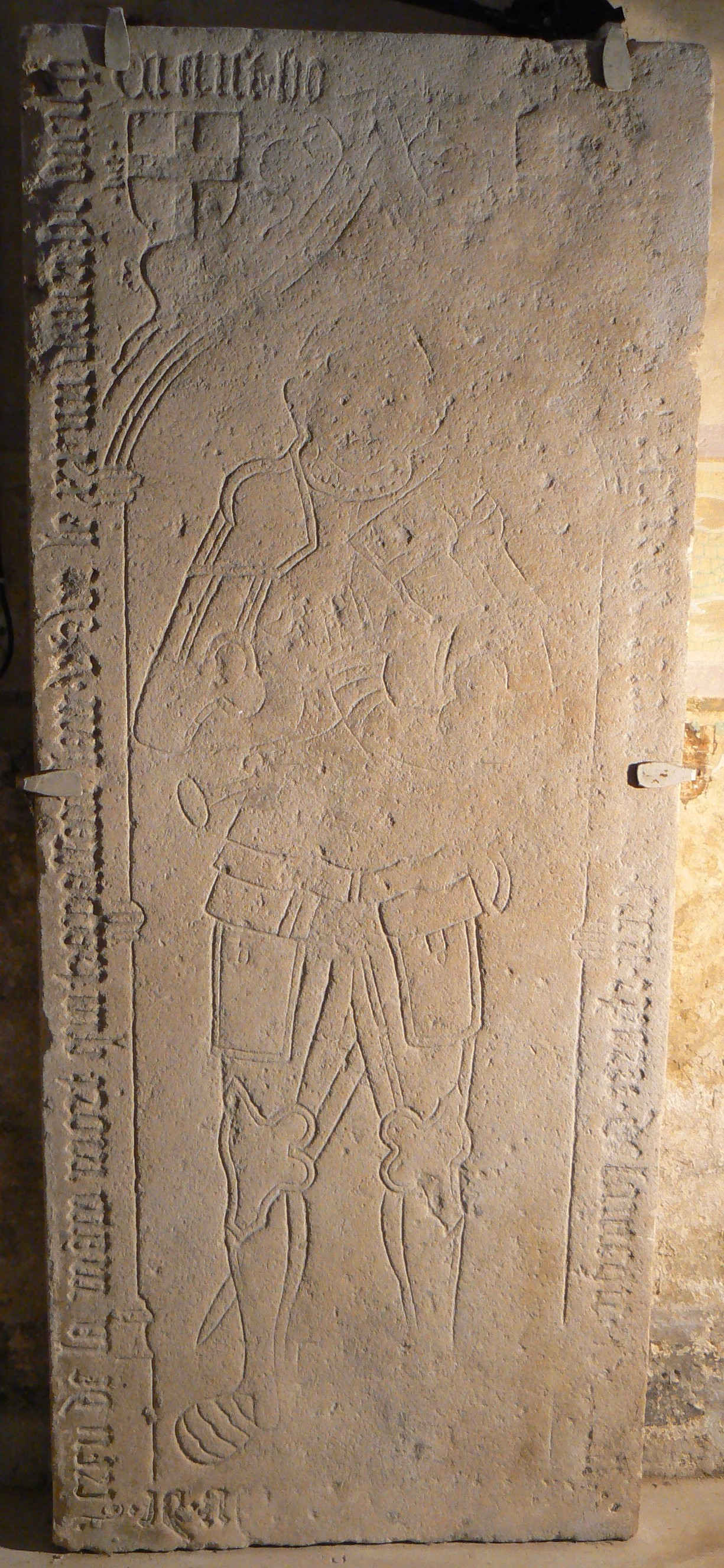
Dalle funéraire

Cette dalle funéraire est présumée être celle du Chevalier REGNIER de Creuë.
Dumont, dans son ouvrage sur les "Ruine de la Meuse" paru en 1869 la mentionne mais avec le regret de ne pas avoir pu lire le nom du personnage gravé au centre.
Il y a pourtant d'assez fortes probabilités pour qu'il s'agisse en effet de REGNIER DE CREUE dont les armoiries se trouvent en haut, à gauche: "d'or à la croix de sable".
REGNIER affranchit les habitants de Creuë de la servitude de la mainmorte en 1487.
Il est représenté ici en armure, on reconnait facilement les épaulières, les solerets, les cubitières, les gantelets, l'épée, le faucre, la braconnière et le gorgerin.
Inscription (dans la bordure gauche, la seule encore lisible aujourd'hui)
CY GIST HO(norable homme?............ DE LAMEGIR............ DE CREU DE LA MAINMORT QUI TREPASSAIT LAN V ET VI(~1506)LE XXIIII DAVRISL(~le 24 avril) PR DIEU P(priez Dieu pour lui).

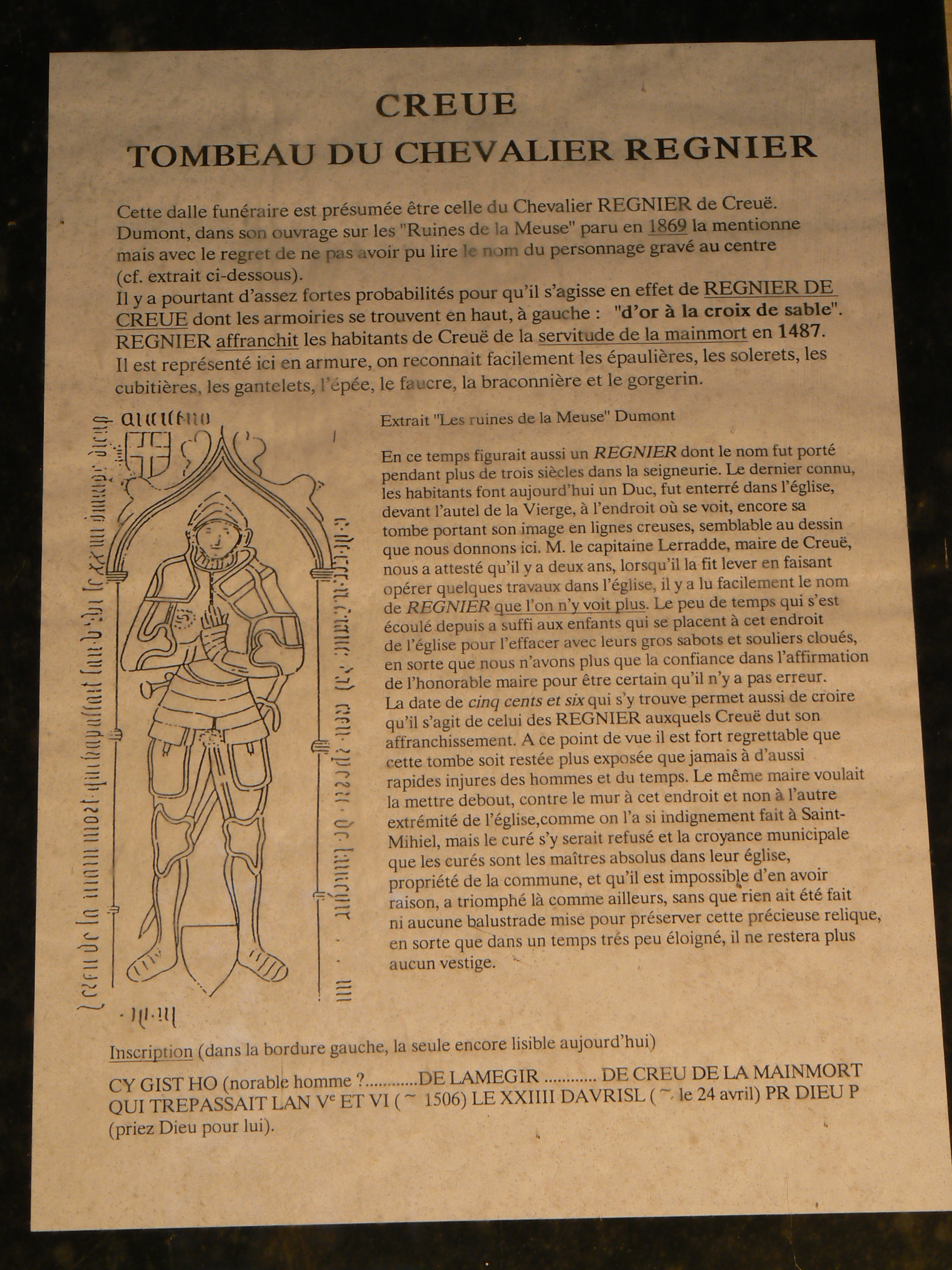
Description

### Vierge de pitié
La Vierge de pitié est une pierre polychrome du XVIe siècle.
À l'origine cette sculpture était abritée dans une chapelle du XVe siècle située sur le chemin allant sur Vigneulles-lès-Hattonchâtel. Après la destruction de l'édifice religieux pendant la deuxième partie du XIXe siècle elle fut intégrée dans l'église Saint-Pierre et Saint-Paul.

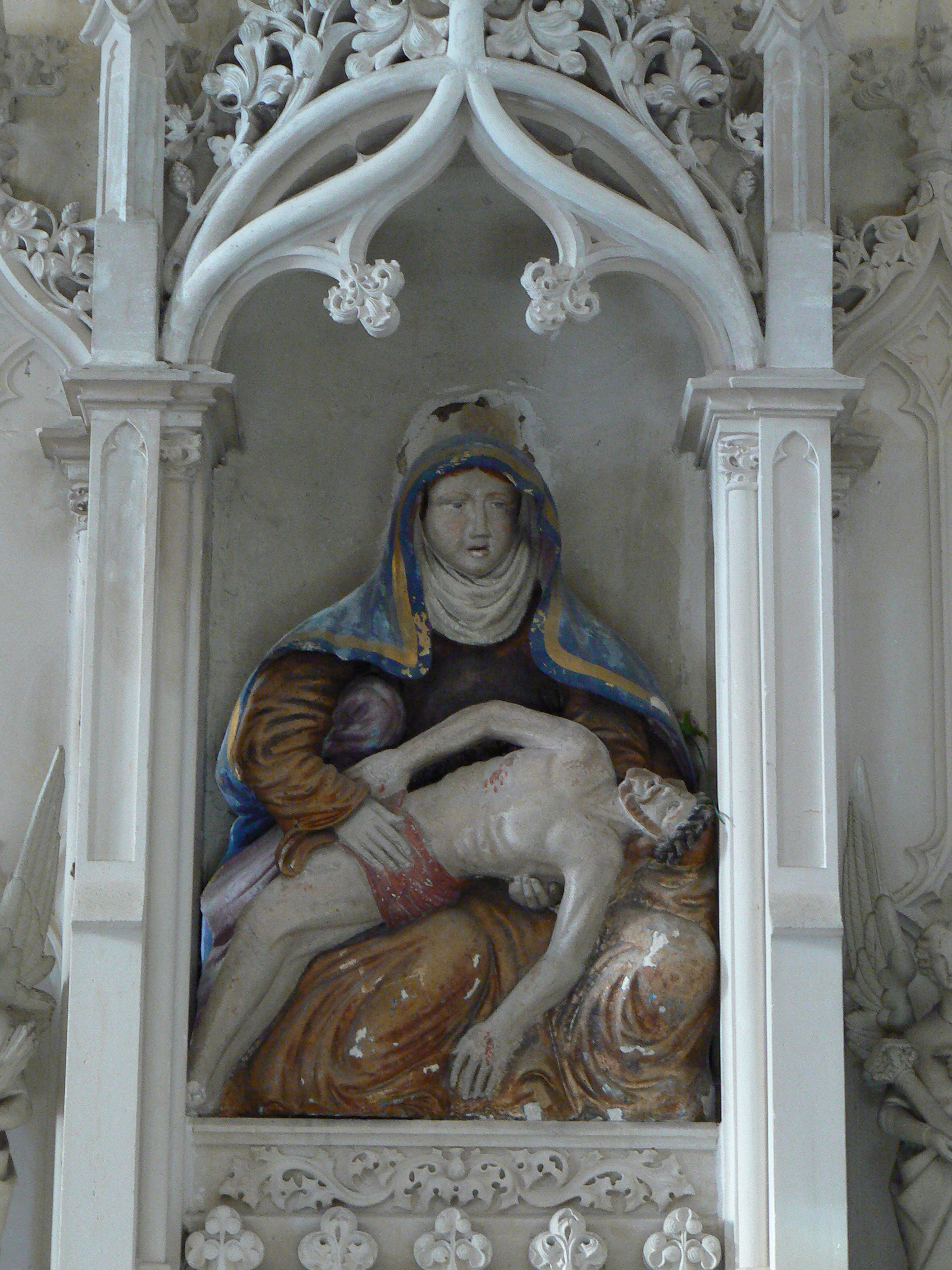
Vierge de pitié du XVIe siècle

### Faune
L'église abrite au printemps et en été une colonie de chauve-souris d'environ 75 spécimens (dernier recensement en été 2020). Il s'agit d'une nurserie pour petits rhinolophes: il n'y a que des femelles et leurs petits.